# Great Ireland Run
Der Great Ireland Run ist ein Volks- und Straßenlauf über 10 km in Dublin, der seit 2003 stattfindet. Er ist ein Ableger der Great-Run-Serie von Nova International Limited, deren Ursprung der Great North Run ist, und neben dem Dublin-Marathon die bedeutendste Laufsportveranstaltung in Irland.

## Strecke
Der Kurs verläuft in einer großen Runde im Uhrzeigersinn durch den Phoenix Park. Der Start ist auf der Chesterfield Road, das Ziel unweit davon auf der Furze Road.

## Statistik

### Streckenrekorde
- Männer: 27:49 min, Kenenisa Bekele (ETH), 2012
- Frauen: 31:41 min, Meselech Melkamu (ETH), 2006

### Siegerliste
Quelle: Website des Veranstalters
| Datum         | Männer              | Nation                 | Zeit  | Frauen                     | Nation                 | Zeit  |
| ------------- | ------------------- | ---------------------- | ----- | -------------------------- | ---------------------- | ----- |
| 10. Apr. 2016 | Andy Maud           | Vereinigtes Königreich | 29:55 | Fionnuala McCormack        | Irland                 | 33:30 |
| 11. Apr. 2015 | Japhet Korir -2-    | Kenia                  | 28:15 | Gemma Steel -2-            | Vereinigtes Königreich | 33:03 |
| 6. Apr. 2014  | Japhet Korir        | Kenia                  | 29:12 | Iwona Lewandowska          | Polen                  | 33:39 |
| 14. Apr. 2013 | Kenenisa Bekele -2- | Äthiopien              | 28:51 | Lauren Howarth             | Vereinigtes Königreich | 33:36 |
| 15. Apr. 2012 | Kenenisa Bekele     | Äthiopien              | 27:49 | Gemma Steel                | Vereinigtes Königreich | 32:06 |
| 10. Apr. 2011 | Jesús España        | Spanien                | 29:26 | Charlotte Purdue           | Vereinigtes Königreich | 32:42 |
| 18. Apr. 2010 | Martin Fagan        | Irland                 | 29:17 | Freya Murray               | Vereinigtes Königreich | 32:30 |
| 5. Apr. 2009  | Rui Pedro Silva     | Portugal               | 28:45 | Ana Dulce Félix            | Portugal               | 32:18 |
| 6. Apr. 2008  | Abraham Chebii -2-  | Kenia                  | 28:48 | Doris Chepkwemoi Changeywo | Kenia                  | 32:15 |
| 15. Apr. 2007 | Abraham Chebii      | Kenia                  | 28:47 | Victoria Mitchell          | Australien             | 33:06 |
| 9. Apr. 2006  | Craig Mottram -4-   | Australien             | 28:51 | Meselech Melkamu           | Äthiopien              | 31:41 |
| 9. Apr. 2005  | Craig Mottram -3-   | Australien             | 28:35 | Amy Rudolph                | Vereinigte Staaten     | 32:16 |
| 3. Apr. 2004  | Craig Mottram -2-   | Australien             | 29:11 | Catherina McKiernan        | Irland                 | 33:39 |
| 5. Okt. 2003  | Craig Mottram       | Australien             | 28:36 | Sonia O’Sullivan           | Irland                 | 32:24 |

### Entwicklung der Finisherzahlen
| Jahr | Gesamt | davon Frauen |
| ---- | ------ | ------------ |
| 2011 | 7892   | 3842         |
| 2010 | 8245   | 3957         |
| 2009 | 7914   | 3638         |
| 2008 | 4882   | 2082         |
| 2007 | 5941   | 2695         |